# XXXX

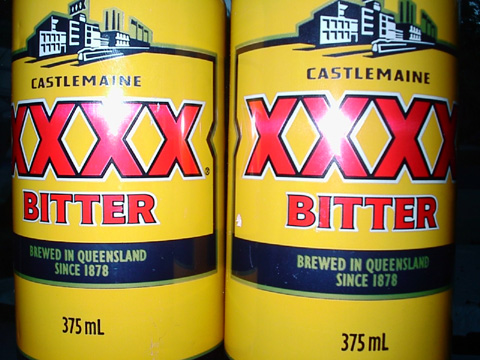
XXXX blikjes

XXXX (uitgesproken als Four-Ex (vier X-en)) is een biermerk, gebrouwen in Milton nabij Brisbane, Australië. In de deelstaat Queensland is het erg populair en is het in de meeste cafés op de tap te verkrijgen.

## Geschiedenis
De merknaam XXXX is in 1924 gelanceerd door Castlemaine Brewers, later gefuseerd tot Castlemaine Perkins. XXXX wordt vanaf het begin in de Castlemaine Perkins Milton brouwerij in Milton gebrouwen. In de jaren '50 werd de brouwerij voorzien van een opvallende 'XXXX' reclameverlichting.

## Naamgeving
Het gebruik van X'en in de context van bier, stamt uit het middeleeuwse Europa, toen monniken de sterkte en puurheid van bier aanduidden met X'en op de vaten. Vier X'en was hierbij de hoogste categorie. De merknaam borduurt voort op XXX Sparkling Ale dat in 1878 geïntroduceerd was.
XXXX bestaat in verschillende variëteiten:
- XXXX Bitter (4,8% alcohol)
- XXXX DL Lager (4,4% alcohol)
- XXXX Draught (4,5% alcohol)
- XXXX Gold (3,5% alcohol)
- XXXX Light Bitter (2,3% alcohol)